# Arlit
Arlit ipari város Niger északi-középső részén, az Agadez-régió megyéjének a megyeszékhelye, a Szahara-sivatag és az Aïr-hegység keleti széle között. Autóval 200 km-re északra található Algéria határa. 2011-ben a település lakossága összesen 112 432 fő volt.

## Uránipar
Először 1969-ben fedeztek fel uránt Arlit területén. A francia kormány ezután megkezdte a bányászati munkálatokat a területen. 2017-ben 2116 tonna uránt nyertek ki a bányákból, és teherautókkal, illetve hajókkal exportálták Franciaországba a benini Cotonou-i tengeri kikötőből. A 80-as évek csúcspontjában Niger urántermelésének 40%-a Arlitból származott, és Niger uránexportjának 90%-át tette ki (érték szerint). Az urán szállítására építettek egy úgynevezett urán autópályát, viszont sok várost megkerült az út mentén (például In-Gall), ami radikálisan megváltoztatta Niger szállítási rendszerét.

## Külföldre menekülők és bevándorlók
Arlit kifejlesztett egy világra kiterjedő infrastruktúrát és repülőteret az európai munkavállalók és családtagjaik kiszolgálására. Az Algériába és onnan Franciaországból induló illegális bevándorlók tranzitpontjává vált.

## Katonai bázis
Az Amerikai Egyesült Államok körülbelül 2015 óta katonai bázist üzemeltet Arlitban.

## Közlekedés
Arlitot az arliti repülőtér szolgálja ki közlekedés terén.

## Népkultúra
2005-ben a benini filmkészítő, Idrissou Mora-Kpaï készítette és rendezte az Arlit, deuxième Paris (Arlit, második Párizs) című filmet a város és a külföldön élő közösségéről.
2007-ben Andersen Press kiadta a 'The Yellowcake Conspiracy' című könyvet, Stephen Davies brit írójának regényét. A regény egy kémkedős-thriller, amely az Arlit-bányában és annak a környékén játszódik.

## Éghajlat
Arlitnak forró sivatagi éghajlata (BWh) van a Köppen-Geiger rendszerben.
| Hónap                         | Jan. | Feb. | Már. | Ápr. | Máj. | Jún. | Júl. | Aug. | Szep. | Okt. | Nov. | Dec. | Év   |
| ----------------------------- | ---- | ---- | ---- | ---- | ---- | ---- | ---- | ---- | ----- | ---- | ---- | ---- | ---- |
| Átlagos max. hőmérséklet (°C) | 26,9 | 30,1 | 34,3 | 38,6 | 41,2 | 41,5 | 39,8 | 38,6 | 39,0  | 37,0 | 32,3 | 28,4 | 35,7 |
| Átlaghőmérséklet (°C)         | 18,8 | 21,7 | 25,9 | 30,5 | 33,4 | 34,2 | 32,8 | 31,9 | 31,8  | 29,3 | 24,2 | 20,5 | 27,9 |
| Átlagos min. hőmérséklet (°C) | 10,8 | 13,3 | 17,5 | 22,4 | 25,7 | 27,0 | 25,9 | 25,3 | 24,6  | 21,6 | 16,1 | 12,7 | 20,3 |